# Altitude critique
Pour les articles homonymes, voir Altitude (homonymie).
En aéronautique, l'altitude critique est l'altitude à partir de laquelle la puissance d'un moteur à pistons commence à diminuer, en raison de la raréfication de l'air.

## Cas d'un moteur atmosphérique
Un moteur atmosphérique (c'est-à-dire sans aucune suralimentation) perd immédiatement de la puissance avec la montée en altitude, l'altitude critique est donc de zéro (le niveau de la mer). La pression dans le collecteur d'admission étant égale à la pression extérieure, le moteur dispose de moins en moins d'air. Une règle communément admise est que la perte de puissance est de 3% par tranche d'altitude 300 mètres (1000 pieds).

## Cas d'un moteur suralimenté
La suralimentation augmente la pression du collecteur, la perte de puissance avec l'altitude est donc très réduite. Cependant, il arrive un moment où le compresseur (ou turbocompresseur) est à plein régime, au-delà de cette altitude critique, la puissance recommence à chuter de 3% par 300 mètres.
L'altitude critique est une donnée déterminante des performances d'un avion, dès lors qu'il est appelé à opérer à des altitudes élevées. À titre d'exemple, le North American P-51 Mustang a d'abord volé avec un moteur Allison V-1710 qui, s'il offrait une puissance importante au niveau de la mer, possédait une suralimentation peu efficace. Son altitude critique était de 3 600 m. Dans les combats à haute altitude fréquents sur le théâtre européen, le Mustang I était très pénalisé par sa puissance réduite. Le P-51 a alors reçu le moteur Rolls-Royce Merlin qui, sans être plus puissant en basse altitude, présentait une altitude critique de 7 200 m. Le mustang est alors devenu l'un des avions les plus performants du conflit pour les combats en haute altitude.